# Golfo Singítico
El golfo Singítico (en griego: Σιγγιτικός κόλπος, Singitikós Kólpos) es un golfo de Grecia en aguas del mar Egeo situado en Calcídica, delimitado al oeste por la península de Sitonia y al este por la de Acté (del monte Athos), monte situado en el extremo sudoriental de dicha península, que cierra este cuerpo de agua en su parte suroccidental.
Toma su nombre de la antigua ciudad que en él había, Singo, que está en ruinas. Debido a su situación enfrente del Monte Athos es denominado también con los nombres  de Golfo de Monte Santo y Golfo del Monte Athos (Kólpos Agíou Orous).

## Geografía
Tiene una extensión de 48 km de largo y 24 km de ancho, con una profundidad máxima de 521 m. Baña los municipios de Torone, Sithonia, Panagia, Stagira-Akanthos y el Estado Monástico Autónomo de la Montaña Sagrada (territorio autónomo bajo soberanía griega), así como las islas de Ammoulianí y de Diaporos.

## Historia
A principios del siglo V a. C., estuvo brevemente unido al golfo Estrimónico, en el lado oriental de la península de Acté (del Monte Athos), mediante el canal de Jerjes, que ordenó excavar en el istmo de esta península en 483 a. C. el rey aqueménida Jerjes I —del cual tomó su nombre—, como preparativo de su invasión a Grecia tres años después. De esta manera salvaba el obstáculo que suponía para la flota aqueménida costear el Monte Athos, con frecuencia azotado por violentas tormentas, y podría cruzar la península.